# JeKits – Jedem Kind Instrumente, Tanzen, Singen
„JeKits – Jedem Kind Instrumente, Tanzen, Singen“ ist ein kulturelles Bildungsprogramm in der Grundschule für das Land Nordrhein-Westfalen. Durchgeführt wird JeKits in Kooperation von außerschulischen Bildungsinstitutionen (wie z. B. Musikschulen oder Tanzinstitutionen) und den Schulen. Mit dem Programm werden alle Kinder einer JeKits-Schule erreicht; die letzten drei Buchstaben seines Namens „JeKits“ stehen für die drei angebotenen Schwerpunkte: i für Instrumente, t für Tanzen und s für Singen. Die teilnehmende Schule entscheidet sich gemeinsam mit ihrem außerschulischen Kooperationspartner, welchen einen dieser drei Schwerpunkte sie bei sich anbieten möchte. JeKits startete zum Schuljahr 2015/16 als landesweites Nachfolgeprogramm von Jedem Kind ein Instrument (JeKi), das bis zum Schuljahr 2017/18 parallel zum JeKits-Programm ausläuft.

## Die zentralen Ziele
- Gemeinsames Musizieren und Tanzen: JeKits will Kindern die Erfahrung des Instrumentalspiels, des Tanzens oder des Singens als ästhetisches Handeln in der Gruppe ermöglichen.

- Nordrhein-Westfalen den Zugang zu musikalisch-tänzerischer Bildung eröffnen, unabhängig von ihren persönlichen und sozio-ökonomischen Voraussetzungen.

- Impuls für die kommunale Bildungslandschaft: JeKits will die kommunale Bildungslandschaft mit einer systematisch gepflegten Kooperation von Schule und außerschulischen Partnern nachhaltig bereichern.

## Programmaufbau
Für die Durchführung des Programms kooperiert die Grundschule mit einem außerschulischen Partner. Das ist oft die örtliche Musikschule, beim Schwerpunkt Tanzen kann dies auch ein Tanzinstitution sein. Die Lehrkräfte des außerschulischen Partners kommen extra für den JeKits-Unterricht in die Grundschule. JeKits ist ein Zusatzangebot zum Musikunterricht in der Schule, es ersetzt diesen jedoch nicht.
- Das erste JeKits-Jahr (JeKits 1) bietet eine musikalische bzw. tänzerische Grundbildung für alle Kinder der JeKits-Grundschule als Einstieg in das gemeinsame Musizieren oder Tanzen. Die Kinder machen grundlegende Erfahrungen mit Musik und ihren Ausdrucksformen Instrumentalspiel, Tanzen oder Singen. Die Vorstellung der Inhalte des zweiten JeKits-Jahres wird integriert. JeKits 1 kann inhaltlich für sich stehen und dient zugleich der Vorbereitung auf das zweite JeKits-Jahr. Unterrichtet wird im sogenannten „Tandem“: Die Lehrkraft des außerschulischen Kooperationspartners gestaltet die Stunde gemeinsam mit der Grundschullehrkraft. Der Unterricht findet im Klassenverband statt und umfasst eine Schulstunde innerhalb der Stundentafel. Der Unterricht ist verpflichtend und kostenfrei.

- Das zweite JeKits-Jahr (JeKits 2) bildet eine Weiterführung und Vertiefung für alle interessierten und angemeldeten Kinder. Aufbauend auf JeKits 1 findet das gemeinsame Musizieren oder Tanzen im „JeKits-Orchester“, „JeKits-Tanzensemble“ bzw. „JeKits-Chor“ statt. Begleitend erweitert der JeKits-Unterricht die Kompetenzen im Instrumentalspiel, Tanzen oder Singen. Am Ende des Schuljahres findet eine Abschlusspräsentation statt.

Der Unterricht wird durch Lehrkräfte des außerschulischen Partners erteilt und umfasst wöchentlich zwei Unterrichtsstunden. Der Unterricht ist freiwillig und kostenpflichtig.

## Schwerpunkt Instrumente
- JeKits 1: Im ersten JeKits-Jahr entdecken die Kinder spielerisch die Welt der Musik und der Instrumente. Dabei wird gesungen, getanzt und auf verschiedenen Instrumenten musiziert. Die Instrumente, die für das zweite JeKits-Jahr zur Auswahl stehen, können selbst ausprobiert werden.

- JeKits 2: Im zweiten JeKits-Jahr spielen alle Kinder gemeinsam auf dem selbst gewählten Instrument im „JeKits-Orchester“. Die Instrumente werden nach und nach in das gemeinsame Musizieren eingebunden. Es werden Klanggeschichten, Lieder, einfache Begleitungen und kleine Stücke gespielt. Ergänzt und unterstützt wird das Spiel im JeKits-Orchester durch eine zweite Unterrichtsstunde pro Woche, in der die Kinder in Kleingruppen Unterricht auf ihrem Instrument erhalten.

## Schwerpunkt Tanzen
JeKits 1: Im ersten JeKits-Jahr entdecken die Kinder spielerisch die Welt der Musik und des Tanzes. Dabei werden sie an tänzerische Grundbewegungen herangeführt. Sie lernen viele unterschiedliche Darstellungs- und Bewegungsformen des zeitgenössischen Tanzes kennen.
- JeKits 2: Im zweiten JeKits-Jahr tanzen alle Kinder gemeinsam im „JeKits-Tanzensemble“. Dabei werden tänzerische Fertigkeiten wie Koordination, Balance und Bewegungsfluss trainiert. Die Kinder erfahren ihren Körper als eigenes „Instrument“, mit dem sie sich tänzerisch ausdrücken können. Eigene Ideen und Erlebnisse der Kinder stehen im Mittelpunkt und werden in tänzerische Formen umgesetzt und ausgestaltet.

## Schwerpunkt Singen
- JeKits 1: Im ersten JeKits-Jahr entdecken die Kinder die Welt der Musik und des Singens. Die Kinder erleben durch erste Lieder und Stimmspiele die Vielfalt der eigenen stimmlichen Möglichkeiten.

- JeKits 2: Im zweiten JeKits-Jahr singen die Kinder im „JeKits-Chor“, an dem alle angemeldeten Kinder gemeinsam teilnehmen. Die Kinder lernen verschiedene Liedformen  wie Refrainlieder und Kanons kennen und begleiten sich mit Gesten und Bewegungen. Dabei erleben sie ihre Stimme als körpereigenes „Instrument“ und erweitern ihre gesanglichen Fähigkeiten. Sie lernen, sich mit ihrer Stimme musikalisch auszudrücken. Die Stimmbildung nimmt einen wichtigen Teil des Chorsingens ein. Je nach Größe des Chores wird die Chorleitung durch eine weitere Stimmbildungslehrkraft unterstützt.

## Beitragsbefreiungen und  -ermäßigungen
Im ersten Jahr ist die Teilnahme am Programm verpflichtend und kostenfrei. Die Kinder erhalten eine Unterrichtsstunde pro Woche im Klassenverband.
Im zweiten JeKits-Jahr ist die Teilnahme am Programm freiwillig und kostenpflichtig. Für den Schwerpunkt Instrumente fallen maximal 26 Euro, für den Schwerpunkt Tanzen maximal 19 Euro und für den Schwerpunkt Singen maximal 13,50 Euro pro Monat an. Die Kinder erhalten in allen drei Schwerpunkten jeweils zwei Unterrichtsstunden pro Woche.
Kinder aus Familien, die Arbeitslosengeld II, Sozialhilfe oder ähnliche Sozialleistungen empfangen, sind von den Beiträgen befreit. Kinder, deren Eltern Wohngeld, Kinderzuschlag, Ausbildungshilfe oder Leistungen nach dem Asylbewerberleistungsgesetz erhalten, können ebenfalls von den Beiträgen befreit werden. Eine Einbeziehung von Mitteln aus dem Bildungs- und Teilhabepaket ist möglich. Nehmen zwei oder mehr Kinder einer Familie am Programm teil, so fällt der volle Beitrag nur für das erste Kind an, für jedes weitere Kind muss die Hälfte gezahlt werden.

## Finanzierung
Das Programm wird von der Landesregierung Nordrhein-Westfalen mit 10,74 Millionen Euro jährlich gefördert. Diese Summe dient sowohl der Umsetzung des neuen JeKits-Programms in Nordrhein-Westfalen ab dem Schuljahr 2015/16 als auch der Umsetzung der parallel auslaufenden Jahrgänge von „Jedem Kind ein Instrument“ im Ruhrgebiet bis zum Schuljahr 2017/18. Die Landesmittel werden über die JeKits-Stiftung an die Kommunen weitergegeben. Gemeinsam mit den Elternbeiträgen und den Eigenmitteln der Kommune sind damit die Kosten für die Lehrkräfte der außerschulischen Kooperationspartner abgedeckt.

## Von „Jedem Kind ein Instrument“ zu „JeKits“
JeKits ist das Nachfolge-Programm von „Jedem Kind ein Instrument“, das anlässlich der Kulturhauptstadt RUHR.2010 im gesamten Ruhrgebiet initiiert wurde. Um auch Kommunen außerhalb des Ruhrgebiets in NRW eine Teilnahme an dem Programm zu ermöglichen, startete ab dem Schuljahr  2015/16 unter dem  Namen „JeKits – Jedem Kind Instrumente, Tanzen, Singen“ ein neues Programm in NRW. Parallel dazu läuft das Vorgänger-Programm „Jedem Kind ein Instrument“ im Ruhrgebiet bis zum Schuljahr 2017/18 aus. Trägerin beider Programme ist die gemeinnützige JeKits-Stiftung (vormals Stiftung Jedem Kind ein Instrument) mit Sitz in Bochum.